# 10x10
10x10 è un film del 2018 diretto da Suzi Ewing e sceneggiato da Noel Clarke.

## Trama
Cathy, tranquilla proprietaria di un negozio di fiori, viene seguita da Lewis prima in una tavola calda e poi nella palestra presso cui segue un corso di yoga. Appena possibile, l'uomo imbavaglia e rapisce la donna, portandola con la sua macchina fino alla propria abitazione, una lussuosa villa in cui lui stesso ha costruito una stanza completamente insonorizzata. Toltale il bavaglio, l'uomo inizia a chiederle ripetutamente quale sia il suo nome, rimanendo ogni volta insoddisfatto dalla risposta. La donna prova a urlare, tuttavia l'insonorizzazione rende questo sforzo inutile; prova allora a urlare nel condotto dell'aria, ma l'isolamento della villa rende anche questo tentativo inutile. Cathy prova allora a fuggire, ingaggiando una lotta fisica con l'uomo: dopo una strenua lotta, Lewis riesce ad avere la meglio ed a rinchiuderla nuovamente in cella, non senza che entrambi riportino danni fisici. L'uomo comunque cerca in ogni modo di evitare di ucciderla.
Cathy è riuscita comunque a impadronirsi del telefonino di Lewis: dopo molti tentativi riesce ad agganciarsi al campo ed a contattare la polizia, tuttavia la conversazione è fortemente disturbata. Lewis inizialmente non se ne accorge e inizia a interrogare la donna sulla sua vita: le risposte alle domande tuttavia non lo soddisfano. Dopo aver scoperto del cellulare e averlo rotto, l'uomo continua a interrogare la sua prigioniera, rivelandole infine di conoscere la verità su di lei: Cathy si chiama in realtà Nathalie, è un'ex infermiera che ha lavorato in un ospedale in cui si è verificata la morte sospetta di tre pazienti; il nome "Cathy" apparteneva in realtà a sua sorella, morta suicida in seguito ad eventi legati all'abbandono del loro padre, il quale aveva una relazione extraconiugale con un'amica della vera Cathy. Il motivo per cui Lewis l'ha imprigionata è che l'uomo è assolutamente convinto che sia lei la responsabile di quelle morti, inclusa quella di sua moglie Alana.
Dopo un po' di tempo, Nathalie confessa gli omicidi: traumatizzata dal contrasto fra la sua formazione fortemente cattolica e l'adulterio di suo padre, che nella piccola comunità in cui era cresciuta aveva portato isolamento sociale alla sua famiglia e spinto sua sorella gemella al suicidio, durante la sua attività in ospedale Nathalie ha assassinato i pazienti che le confidavano le loro relazioni extraconiugali, inclusa proprio Alana, che le aveva confessato di avere un amante da molti anni. In questo modo, al dolore per l'assassinio della moglie Lewis deve sommare quello per il tradimento subito: alcuni dettagli di vecchi video gli fanno capire che Nathalie non sta mentendo. L'uomo si reca in un luogo a lui caro per schiarirsi le idee, imbattendosi qui proprio nei poliziotti che stanno indagando sulla telefonata ricevuta da Nathalie alcune ore prima; il contrattempo dà modo alla donna per organizzare un ulteriore tentativo di fuga.
Al ritorno di Lewis a casa, la donna riesce a liberarsi e lo affronta nuovamente, questa volta intenzionata ad ucciderlo per non rinunciare alla vita che si è costruita. Proprio quando Nathalie si impadronisce della pistola di Lewis, la figlia dell'uomo e la sua tata arrivano a casa: Nathalie uccide la tata e poi punta la pistola contro la bambina, rivelando la sua idea su come Lewis non ne sia il vero padre. La bambina riesce a scappare e dà modo a suo padre di lottare e impadronirsi di nuovo della pistola, finendo così per sparare alla donna. Nathalie tuttavia non muore e, quando padre e figlia si recano alla loro automobile per scappare via, li sorprende con la pistola. Ne consegue un ulteriore lotta, durante la quale Lewis riesce ad avere la meglio su Nathalie, finendo per ucciderla. Padre e figlia si riabbracciano proprio mentre accorre una volante della polizia.

## Distribuzione
Il film è stato distribuito il 13 aprile 2018 negli Stati Uniti, per poi venire distribuito nel resto del mondo nei mesi successivi.

## Accoglienza

### Pubblico
Il film ha incassato 68 260 dollari al botteghino statunitense.

### Critica
Sull'aggregatore Rotten Tomatoes il film riceve il 67% delle recensioni professionali positive con un voto medio di 5,1 su 10 basato su 9 critiche.